# 鳶型試作偵察機
三菱 鳶型試作偵察機
- 用途：偵察機
- 設計者：仲田信四郎
- 製造者：三菱航空機
- 運用者：大日本帝国陸軍
- 生産数：2機
- 運用状況：不採用・退役

鳶型試作偵察機（とびがたしさくていさつき）は、三菱航空機が大日本帝国陸軍向けに試作した偵察機。三菱社内における機種番号は「2MR1」。

## 概要
1926年（大正15年）8月、陸軍は前年8月の内示を元に乙式一型偵察機を代替する新型偵察機の競争試作を、三菱、川崎造船所飛行機部（のちの川崎航空機）、石川島飛行機の3社に対して命じた。三菱はこれを受け、アレクサンダー・バウマン教授の指導のもとに仲田信四郎技師を設計主務者として開発を進め、1927年（昭和2年）7月に試作一号機が完成。続いてもう1機も完成した。
機体は木金混合骨組に羽布および合板張り、一葉半の複葉機で、降着装置は固定脚だがフロートに換装して水上機とすることも可能。翼間支柱と張線に新機軸を取り入れており、各務原で行われた三菱側の飛行試験では陸軍の要求を上回る速度性能を発揮した。しかし、陸軍に引き渡された後の所沢における審査で、飛行試験中に着陸脚の緩衝装置が故障して着陸時に大破する事故を起こし、不採用となった。なお、最終的には川崎の試作機KDA-2が八八式偵察機として制式採用されている。

## 諸元
- 全長：9.55 m
- 全幅：17.40 m
- 全高：4.35 m
- 主翼面積：50.0 m2
- 自重：1,350 kg
- 全備重量：2,500 kg
- エンジン：三菱 イスパノ・スイザ 水冷V型12気筒（最大600 hp） × 1
- 最大速度：227 km/h
- 実用上昇限度：8,280 m
- 航続時間：6時間
- 武装：
  - 7.7mm固定機銃 × 2
  - 7.7mm旋回機銃 × 2
- 乗員：2名